# DVR

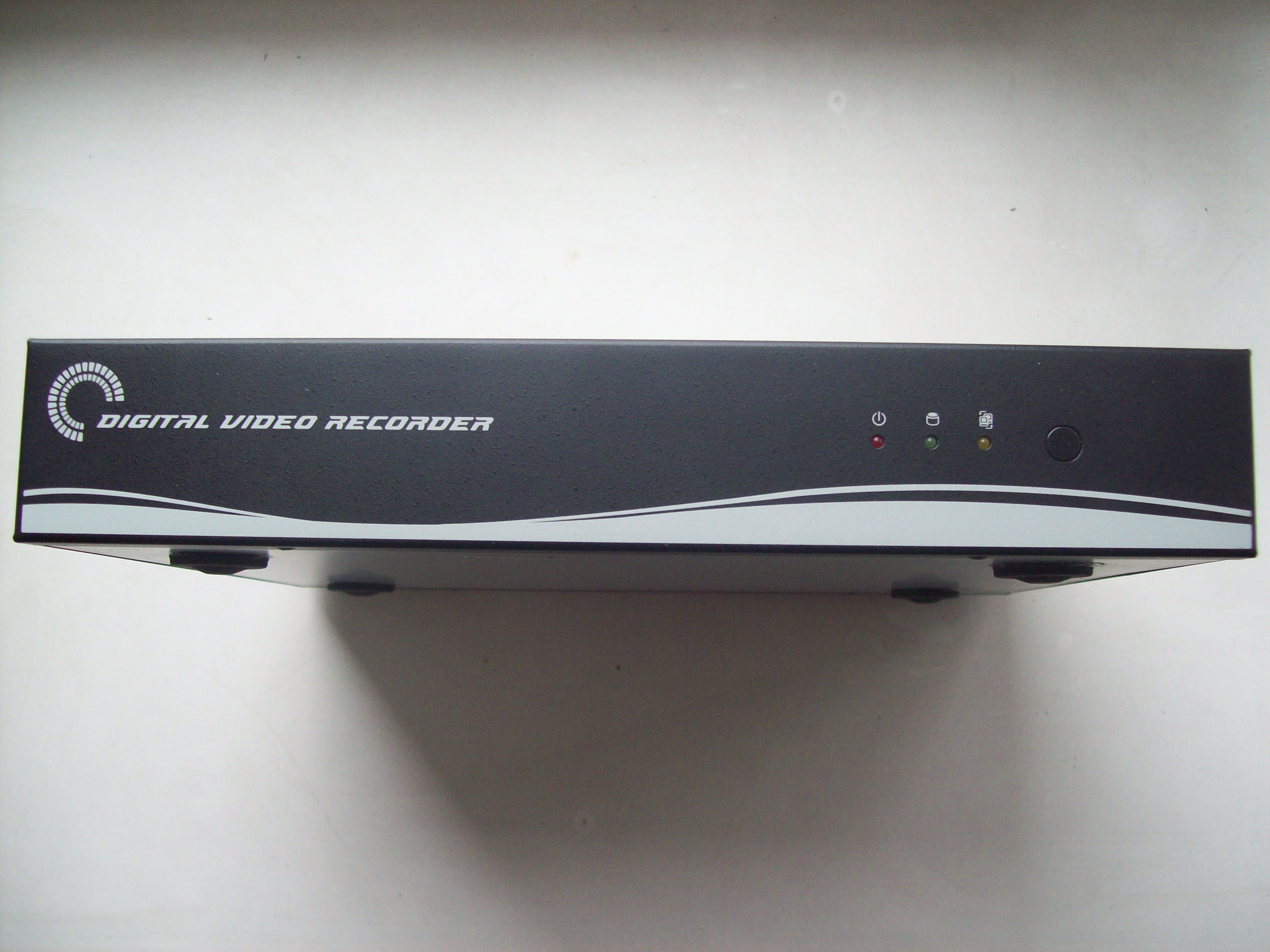
Exemplo de dispositivo DVR

O gravador de vídeo digital (do inglês Digital Video Recorder, abreviado DVR) ou gravador de vídeo pessoal (do inglês Personal Video Recorder, abreviado PVR) é um dispositivo eletrônico que grava vídeo em formato digital em unidade de disco, USB flash drive, SD cartão de memória, SSD ou em outro local ou em rede dispositivo de armazenamento em massa. O termo inclui set-top box es com gravação direta ao disco, reprodutor portátil de mídia e gateway de TV com capacidade de gravação e câmera digital camcorder.
O sistema consiste num receptor de TV por cabo ou satélite com os circuítos de descodificação do sinal e com um gravador de vídeo integrado composto de um HD de qualquer tamanho em gigabytes (GB) que grava qualquer programa como se estivesse "capturando" um vídeo no computador.
É importante mencionar que a aplicação inicial dos DVRs (Digital Video Recorders) deu-se na composição dos sistemas de CFTV (Circuito Fechado de TV), em substituição aos antigos gravadores analógicos com fitas VHS, também conhecidos como Time Lapse Cassete Recorders.

## Funcionamento
O sinal chega pelo cabo coaxial de 75 ohms e logo em seguida é enviado ao varicap o tuner sintonizador de TV que já realiza as primeiras separações dos sinais de áudio e vídeo. Em seguida os sinais vão para o decodificador de sinal que abre esse sinal para ser enviado a um circuíto de saída que então se divide em áudio e vídeo tanto composto CVBS, S-Video, RGB ou vídeo componente. também tem as saídas HDMI, Firewire ou USB. Existe ainda uma saída mais antiga que é a saída de RF, que no Brasil se pode ver no canal 3 (54-60 MHz) ou 4 VHF (60-66 MHz).
O equipamento é muito semelhante a um gravador de cassetes de vídeo VHS ou S-VHS ou ainda a um gravador de DVDs.
A qualidade da gravação é 10 vezes superior à do DVD, e iguala-se à do D-VHS. Os primeiros DVRs não possuem o sintonizador, possuindo uma ou mais entradas de vídeo puro (1Vp-p) para gerenciamento de múltiplos canais simultaneamente.

## DVRs em C.F.TV
Os DVRs são usados em C.F.TV para substituir os antigos Time Lapse e também as placas de capturas colocadas nos computadores, com o funcionamento parecido com as placas os DVRs tem a vantagem de contarem com saídas de vídeo tanto para monitores como para televisores, eles também possuem internamente um espaço reservado para um ou mais discos rígidos, em alguns modelos temos gavetas para facilitar o manuseio do mesmo.
Estes aparelhos descartam totalmente o uso do computador por possuírem uma entrada RJ45 para acesso remoto das câmeras via browser ou software cliente produzido pelo fabricante, com isso pode até ser feitas configurações em seu aparelho pela internet.
No mercado podemos encontrar DVRs de 4, 8, 16 ou 32 canais, porém já encontramos software que visualizam até 64 câmeras de diferentes aparelhos trabalhando com o mesmo padrão de imagem H.264.